# Estádio José Alvalade
L'Estádio José Alvalade és un estadi de futbol situat en el complex esportiu «Alvalade XXI» de la ciutat de Lisboa, capital de Portugal, construït amb motiu de la celebració de l'Eurocopa de 2004, mentre que l'estadi antic datava de 1956. Allí juga els seus partits com a local l'Sporting de Portugal. La seva classificació com a "estadi de 5 estrelles" per part de la UEFA li permet allotjar les finals dels principals torneigs de futbol d'Europa.
Rep el seu nom en honor de José Alfredo Holtreman Roquette, Vescomte d'Alvalade, un dels fundadors de l'Sporting de Portugal, club propietari de l'estadi. Va ser inaugurat el 6 d'agost de 2003.